# مشمول بذاته
المشمول بذاته (autohyponym) هو الاسم المشمول الذي بينه وبين الاسم الشامل له اشتراك لفظي.

## أمثلة

### عربية
- لفظ «الاسم» مشمول بذاته. ذلك باعتبارين. الاعتبار الأول أن يقصد به قسم من أقسام الكلام الثلاثة — الحرف والفعل والاسم؛ أما الاعتبار الثاني فبتقسيم هذا القسم الأخير إلى أربعة أقسام أخرى هي الظرف والصفة والمصدر والاسم. الاسم بالتعريف الأعم هو الكلمة التي ليست فعلاً ولا حرفاً، وبالتعريف الأخص هو الكلمة التي ليست فعلاً ولا حرفاً ولا ظرفاً ولا مصدراً ولا صفة.[1]
- للإحساس معنيان أحدهما الإدراك بالحواس الظاهرة والآخر بالحواس الظاهرة والباطنة.[2]
- أنواع البيع باعتبار المبيع أربعة، لأنه إمّا بيع سلعة بسلعة ويسمّى مقايضة. أو بيعها بثمن ويسمّى بيعاً لكونه أشهر الأنواع إلخ[3]